# Udea cacuminicola
Udea cacuminicola là một loài bướm đêm trong họ Crambidae.